# Thomas Boissy
Pour les articles homonymes, voir Boissy.
Thomas Boissy est un chanteur et comédien français originaire de Courdimanche.

## Biographie

### Spectacles musicaux
Thomas Boissy débute en novembre 1997 au sein de la compagnie Roger Louret dans l’émission Les années tubes sur TF1, présentée par Jean-Pierre Foucault.
Il participe ensuite aux nombreuses comédies musicales de la compagnie (principalement aux Folies Bergère).

### Théâtre
Il rejoint ensuite Monclar, berceau de la compagnie créée par Roger Louret Les Baladins en Agenais, où il interprète entre 1998 et 2003 plusieurs pièces de théâtre.

### Mise en scène
En 2004 il met en scène la pièce de théâtre Eux aussi de Roger Louret pour le festival off d'Avignon.

### Improvisation

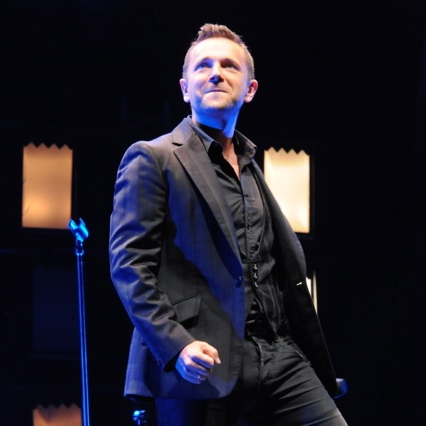
Thomas Boissy sur scène

Il devient, en 2003, le chanteur leader de spectacles musicaux improvisés Improsessions qu’il joue à Paris au Théâtre Déjazet, à L’Élysée Montmartre, au Bataclan ainsi qu’en Belgique (Forest National, Claridge…) 
Il crée ensuite les spectacles improvisés LE DUO (Avignon Off 2006 et 2007) et La mémoire dans l'impro (Paris, 2011).

### Lyrique
Entre 2005 et 2007, il interprète plusieurs rôles lyriques dans La Vie parisienne, Quatre jours à Paris, et Le pays du sourire.

### Discographie
Début 2008, grâce au soutien des internautes, il est le premier chanteur français à franchir la barre des 50 000 $ sur le site Sellaband.
Il part alors enregistrer à Londres son premier album Quelque chose dans l’air.
C'est en 2015 qu'il sort ce qu'il considère comme son premier album.

### Olympia
En 2011, Michel Habert (producteur indépendant) fait le pari de programmer Thomas pour une soirée exceptionnelle dans la mythique salle de l'Olympia.

Le chanteur Dave (également produit par Michel Habert) lui suggère alors de se présenter au casting de l'émission La France a un incroyable talent.

Il est alors révélé au grand public, qui lui permet d'atteindre la finale de l'émission.

Après vingt-cinq représentations complètes au Sentier des Halles entre février et mars 2012, c'est à nouveau devant une salle comble qu'il entre sur la scène de l'Olympia le 12 mai 2012.

Il participe aux émissions télévisées La fête de la chanson française présentée par Daniela Lumbroso sur France 2, Muriel Robin fait son show présentée par Muriel Robin et Nikos Aliagas sur TF1 et s'installe à plusieurs reprises sur le célèbre canapé rouge de l'émission Vivement dimanche présentée par Michel Drucker sur France 2.
Du 23 novembre 2012 au 30 mars 2013, il donne cinquante-et-une représentations au Théâtre de la Nouvelle Ève avant de retrouver la scène de l'Olympia pour cinq dates exceptionnelles les 7, 8, 9 ,10 et 11 septembre 2013 puis en 2015.

### Bobino
En 2019, il se produit à Bobino.

### Humanitaire
Parrain de l'association Orphelins du monde Viêt Nam depuis 2011, il relève en 2012 le défi d'un Paris-Cannes, puis en 2013 d'un Cannes-Barcelone, à vélo en solitaire, afin de récolter des dons pour l'association.
Il participe en 2012 à l'émission spéciale N'oubliez pas les paroles présentée par Nagui au profit de l'association "Les petits princes".

## Spectacles musicaux
- 1997 : Les Années Twist aux Folies Bergère
- 1998 - 1999 : La Fièvre des années 80 aux Folies Bergère
- 2002 : La Java des mémoires aux Folies Bergère
- 2002 : Les années Deauville au Théâtre de Deauville
- 2002 : Opéras Légers tournée de la compagnie Les Baladins en Agenais
- 2003 : Elles au Théâtre du casino de Deauville
- 2003 : En cantos au Théâtre du casino de Biarritz
- 2005 : Attention mesdames et messieurs avec Michel Fugain aux Folies Bergère

## Pièces de théâtre
- 1999 : J'ai vingt ans j't'emmerde de Roger Louret
- 2000 : Tu me squattes  de Roger Louret au Théâtre Tristan Bernard (Paris)
- 2000 : Le conte des contes de Pierre-Alain Leleu
- 2001 : Embrassons-nous Folleville d'Eugène Labiche
- 2002 : La Farce de maître Pathelin (Théâtre médiéval)
- 2002 : L’Île des esclaves de Marivaux

## Mise en scène
- 2004 : Eux aussi de Roger Louret

## Lyrique
- 2005 : La Vie parisienne d'Offenbach Théâtre de l'Odéon (Marseille)
- 2006 : Quatre jours à Paris de Francis Lopez à l'opéra Théâtre de Metz
- 2007 : Le pays du sourire de Franz Lehár à l'opéra de Toulon

## Spectacles improvisés
- 2006 - 2007: Le duo au Festival d'Avignon
- 2011 : La mémoire dans l'impro au Sentier des halles
- 2012 : Thomas Boissy au théâtre de la Nouvelle Ève
- 2012 - 2013 : Thomas Boissy à l'Olympia

## Télévision
- 1997-2000 : Les années tubes / TF1
- 2011 : La France a un incroyable talent (M6) Finaliste (saison 6)
- 2013 : Dallas (série télévisée, 2012) Il chante le générique officiel français de la série[7].
- 2020 : La France a un incroyable talent : La Bataille du Jury (M6)

## Discographie
- 2008 : Quelque chose dans l'air
- 2015 : Une chanson française[2]